# .ke
.ke este un domeniu de internet de nivel superior, pentru Kenya (ccTLD).